# صنعت انرژی‌های تجدیدپذیر
صنعت انرژی‌های تجدیدپذیر بخشی از صنعت انرژی است که بر فناوری‌های جدید و مرتبط با منابع انرژی‌های تجدیدپذیر تمرکز دارد. در سال‌های اخیر، سرمایه گذاران در سراسر جهان توجه بیشتری به این صنعت در حال ظهور کرده‌اند. در بسیاری از موارد، این صنعت باعث تجاری سازی سریع انرژی‌های تجدیدپذیر و گسترش قابل توجه آن شده است. صنایع بادی، انرژی خورشیدی و برق آبی نمونه‌های خوبی از این موضوع هستند.

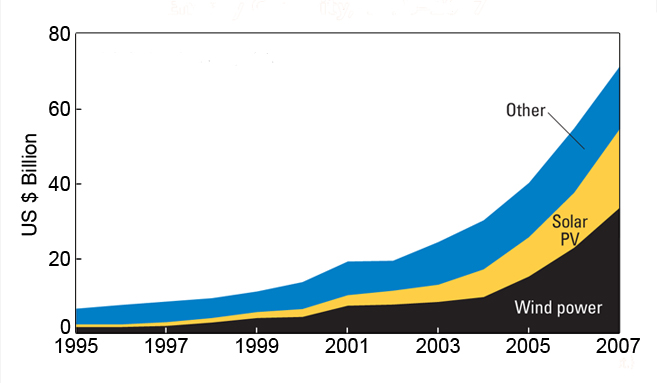
رشد سرمایه‌گذاری جهانی انرژی‌های تجدیدپذیر (1995-2007)

در سال ۲۰۲۰، بازار جهانی انرژی‌های تجدیدپذیر به ارزش ۸۸۱٫۷ میلیارد دلار رسید و مصرف آن به ۲٫۹ اگزا ژول افزایش یافت. چین با افزایش ۱٫۰ اگزا ژول در مصرف، بیشترین سهم را در رشد انرژی‌های تجدیدپذیر داشته و پس از آن ایالات متحده، ژاپن، بریتانیا، هند و آلمان قرار دارند. در اروپا، مصرف انرژی‌های تجدیدپذیر ۰٫۷ اگزا ژول افزایش یافت.

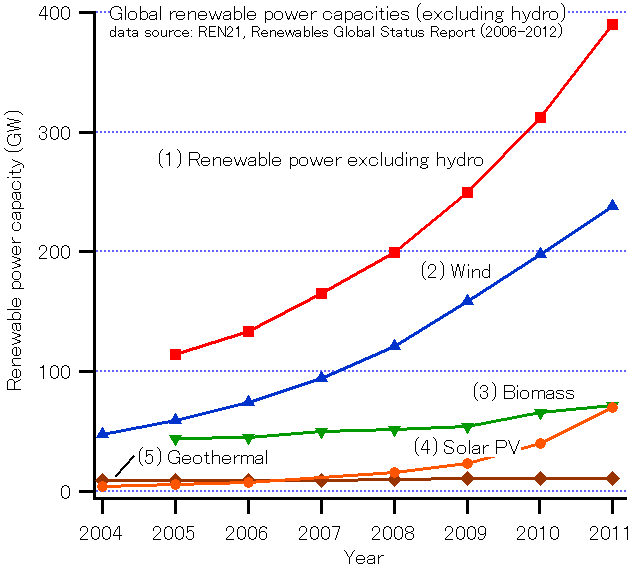
رشد انرژی انرژی تجدیدپذیر بر حسب گیگا وات (۲۰۰۴–۲۰۱۱)

## بررسی اجمالی
اهداف جهانی انرژی کربن صفر و ۱۰۰ درصد انرژی‌های تجدیدپذیر، فرصت‌های را در بازار صنایع تجدیدپذیر مانند انرژی خورشیدی و بادی و باتری‌های لیتیوم یون ایجاد می‌کند. تخمین زده می‌شود که تا سال ۲۰۵۰، ارزش بازار انرژی‌های تجدیدپذیر به یک تریلیون دلار، به اندازه بازار فعلی نفت برسد.
استفاده از منابع انرژی تجدیدپذیر در سال ۲۰۲۰ بیشترین رشد خود را در دو دهه اخیر داشته است.
در طی سال‌های ۲۰۰۶ و ۲۰۰۷، چندین شرکت در زمینه انرژی‌های تجدیدپذیر، عرضه‌های عمومی اولیه را انجام دادند که منجر به ارزش بازار نزدیک یا بالاتر از ۱ میلیارد دلار شد. این شرکت‌ها شامل شرکت‌های فتوولتائیک خورشیدی فرست سولار (ایالات متحده آمریکا)، ترینا سولار (ایالات متحده)، سنتروسولار (آلمان) و رنه سولا (بریتانیا)، شرکت انرژی بادی ایبردرولا (اسپانیا)، و تولیدکنندگان سوخت‌های زیستی ایالات متحده وراسان انرژی، آونتین، و پاسیفیک اتانول بودند. .
در سال ۲۰۰۸، صنایع انرژی‌های تجدیدپذیر با افزایش قابل توجه ظرفیت تولید، تنوع در مکان‌های ساخت و تغییر در رهبری، گسترش یافتند. تا آگوست ۲۰۰۸، حداقل ۱۶۰ شرکت در صنایع انرژی‌های تجدیدپذیر در بورس با ارزش بازاری بیش از ۱۰۰ میلیون دلار وجود داشت. تعداد شرکت‌های این دسته، از حدود ۶۰ شرکت در سال ۲۰۰۵ افزایش یافته است : ۱۵ 
در سال ۲۰۰۹ حدود ۱۵۰ میلیارد دلار در انرژی‌های تجدیدپذیر در سطح جهان سرمایه‌گذاری شد که شامل ظرفیت‌های جدید (تأمین مالی و پروژه‌ها) و پالایشگاه‌های سوخت زیستی می‌شود. این رقم بیش از دو برابر رقم سرمایه‌گذاری ۶۳ میلیارد دلاری در سال ۲۰۰۶ است. بیشتر این افزایش به دلیل سرمایه‌گذاری بیشتر در انرژی بادی، خورشیدی و سوخت‌های زیستی بوده است. : ۲۷ 
در سال ۲۰۰۰، سرمایه‌گذاری خطرپذیر (VC) در انرژی‌های تجدیدپذیر، حدود ۱٪ از کل این سرمایه‌گذاری‌ها بود. در سال ۲۰۰۷، این رقم نزدیک به ۱۰ درصد بود، در حالی که انرژی خورشیدی به تنهایی حدود ۳ درصد از کل کلاس دارایی ۳۳ میلیارد دلاری سرمایه‌گذاری خطرپذیر را تشکیل می‌داد. در سه سال گذشته بیش از ۶۰ شرکت نوپا (استارت آآپ) توسط شرکت‌های سرمایه‌گذاری خطر پذیر، تأمین مالی شده‌اند. به گفته تحلیلگران سرمایه‌گذاری در شرکت سرمایه‌گذاری نیو انرژی، سرمایه‌گذاری خطرپذیر و سرمایه‌گذاری خصوصی در سال ۲۰۰۶ در شرکت‌های انرژی‌های تجدیدپذیر، ۱۶۷ درصد افزایش یافت.
در گزارشی از سوی ابتکار تأمین مالی انرژی پایدار (SEFI) اشاره شد که سرمایه‌گذاری جدید در سال ۲۰۰۷ در این بخش، به ۱۴۸ میلیارد دلار افزایش یافت که ۶۰ درصد نسبت به سال ۲۰۰۶ افزایش یافته است. انرژی باد یک سوم و خورشیدی یک پنجم سرمایه‌گذاری‌های جدید را جذب کرد. اما علاقه به انرژی خورشیدی به‌دلیل پیشرفت‌های بزرگ فناوری، شاهد افزایش ۲۵۴ درصدی سرمایه‌گذاری خورشیدی بود و به سرعت در حال افزایش است. آژانس بین‌المللی انرژی پیش‌بینی می‌کند طی ۲۲ سال آینده ۲۰ تریلیون دلار در پروژه‌های انرژی جایگزین سرمایه‌گذاری شود.
| شاخص‌های جهانی انتخاب شده                           | ۲۰۰۶ | ۲۰۰۷ | ۲۰۰۸ | ۲۰۰۹ | ۲۰۱۰              |
| -------------------------------------------------- | ---- | ---- | ---- | ---- | ----------------- |
| سرمایه‌گذاری در ظرفیت‌های تجدیدپذیر جدید (سالانه)    | ۶۳   | ۱۰۴  | ۱۳۰  | ۱۵۰  | ۲۴۳ میلیارد تومان |
| ظرفیت انرژی تجدیدپذیر موجود، به استثنای آب‌های بزرگ | ۲۰۷  | ۲۱۰  | ۲۵۰  | ۳۰۵  | ? گیگاوات         |
| ظرفیت نیروی باد (موجود)                            | ۷۴   | ۹۴   | ۱۲۱  | ۱۵۹  | ? گیگاوات         |
| ظرفیت انرژی خورشیدی (PV) (متصل به شبکه)            | ۵٫۱  | ۷٫۵  | ۱۳   | ۲۱   | ? گیگاوات         |
| تولید اتانول (سالانه)                              | ۳۹   | ۵۳   | ۶۹   | ۷۶   | ? میلیارد لیتر    |

## توان بادی
در سال ۲۰۲۰، انرژی بادی بیش از شش درصد از برق را با ۷۴۳ گیگاوات ظرفیت کل دنیا را به خود اختصاص داده است. در همان سال ۹۳ گیگاوات ظرفیت جدید نصب شد. برای رسیدن به وضعیت انتشار «صفر خالص»، جهان نیاز به نصب حداقل ۱۸۰ گیگاوات ظرفیت جدید انرژی بادی در سال دارد.

### شرکت‌ها
شرکت وستاس با ۱۶ درصد از سهم بازار در سال ۲۰۲۰، بزرگ‌ترین تولیدکننده توربین بادی در جهان بود این شرکت کارخانه‌هایی را در دانمارک، آلمان، هند، ایتالیا، بریتانیا، اسپانیا، سوئد، نروژ، استرالیا و چین در دست بهره‌برداری دارد، و بیش از ۲۰۰۰۰ نفر را در سراسر جهان استخدام کرده است. پس از افت فروش در سال ۲۰۰۵، وضعیت وستاس دوباره بهبود یافت و به عنوان برترین شرکت سبز در سال ۲۰۰۶ انتخاب شد.
در سال ۲۰۲۰، زیمنس گامسا به دلیل موقعیتش در بخش فراساحلی هند، دومین تولیدکننده بزرگ توربین بادی در جهان بود. این شرکت پیشتاز بازار انرژی باد فراساحلی است.
دیگر شرکت‌های بزرگ انرژی بادی عبارت از جی ای پاور، سازلون، سینوول و گلد ویند هستند.

### پتانسیل باد
پتانسیل انرژی بادی در خشکی‌های قاره آفریقا، حدود ۱۸۰۰۰۰ تراوات ساعت (TWh) در سال محاسبه شده است که می‌تواند ۲۵۰ برابر نیازهای برق این قاره را برآورده کند. در سال ۲۰۰۹، یک مطالعه فنی توسط دفتر فناوری‌های انرژی بادی تخمین زد که پتانسیل انرژی بادی خشکی برای ایالات متحده ۱۰۵۰۰ گیگاوات (GW) ظرفیت در ارتفاع ۸۰ متری است.

## فتوولتائیک

### روندها
از سال ۲۰۰۲، تولید انرژی خورشیدی هر سال به‌طور متوسط حدود ۲۰ درصد افزایش یافته است و آن را به سریع‌ترین فناوری انرژی در جهان تبدیل کرده است. در پایان سال ۲۰۰۹، مجموع تأسیسات فتوولتائیک جهانی از ۲۱۰۰۰ مگاوات فراتر رفت. : ۱۲ 
بر اساس گزارش گرین تک چین در سال ۲۰۰۹، که به‌طور مشترک توسط پرایس واترهاوس کوپرز و اتاق بازرگانی آمریکا در شانگهای منتشر شد، اندازه تخمینی بازار فناوری سبز چین می‌تواند بین ۵۰۰ میلیارد دلار تا یک تریلیون دلار در سال باشد که به اندازه ۱۵ درصد از تولید ناخالص داخلی پیش‌بینی شده چین در سال ۲۰۱۳ است.
با مشوق‌های دولت چین برای توسعه راه حل‌های فناوری سبز، چین در حال حاضر نقش مهم‌تری در توسعه بازار فناوری سبز ایفا کرده است. پس از اعلامیه دولت چین در سال ۲۰۰۹ مبنی بر طرح یارانه جدید «خورشید طلایی»، برای حمایت از توسعه صنعت خورشیدی در چین، برخی از بازیگران صنعت جهان، برنامه‌های توسعه خود را در این منطقه اعلام کردند، از جمله آن‌ها قرارداد امضا شده توسط ال دی کا سولار در یک پروژه خورشیدی در استان جیانگ سو با ظرفیت کل ۵۰۰ مگاوات، تأسیسات تولید شمش‌های پلی سیلیکون و ویفرها، سلول‌های فتوولتائیک و ماژول‌های آن که توسط انرژی سبز یینگلی در استان هاینان ساخته می‌شود، و تولید پانل‌های لایه نازک جدید تیانوی بودینگ و آنول می‌باشد. انتظار می‌رود در سال ۲۰۲۲، ارزش بازار انرژی خورشیدی به ۴۲۲ میلیارد دلار برسد.

### شرکت‌ها

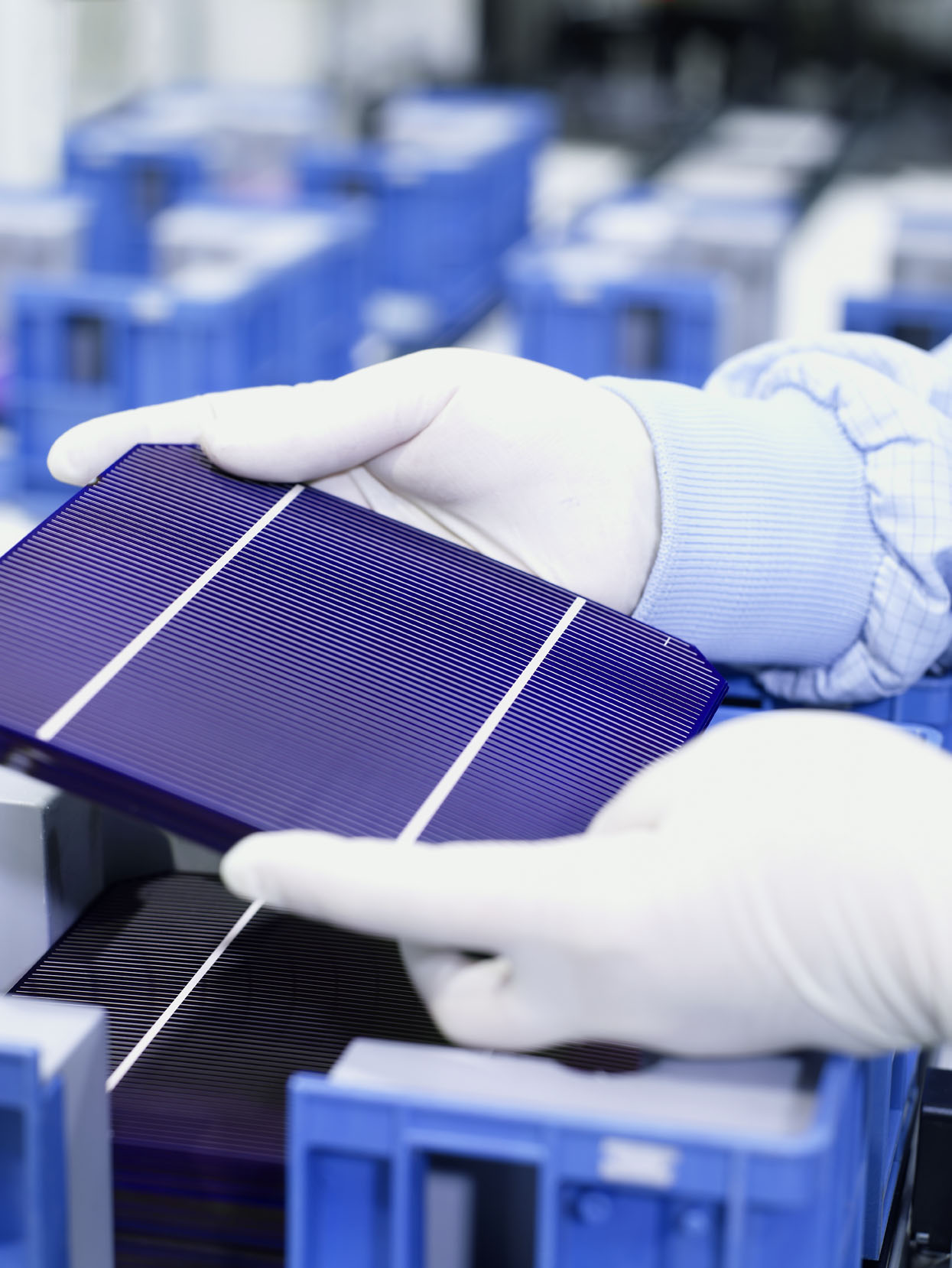
سلول خورشیدی تک کریستالی

در سال ۲۰۱۷، تولیدکنندگان اصلی سلول‌های فتوولتائیک در آسیا حضور دارند. نه شرکت از دوازده شرکت بزرگ در چین مستقر هستند. شرکت سازنده ژینکو سولار با ۹٫۸۶ درصد از سهم بازار، شرکت پیشرو در این بخش بود و پس از آن ترینا سولار، جی ای سولار، کانیدین سولار و هانوا کیو سلز قرار گرفتند.
پارک خورشیدی صحرای تنگر، با ظرفیت ۱۵۴۷ مگاوات بزرگ‌ترین پارک خورشیدی جهان است. این پارک در ژانگوی، نینگ شیا واقع شده است و به آن دیوار بزرگ خورشیدی می‌گویند.

## سوخت‌های زیستی
برزیل به برنامه‌های توسعه اتانول خود که در دهه ۷۰ آغاز شد، ادامه داد و اکنون دارای بزرگ‌ترین توزیع اتانول و بزرگ‌ترین ناوگان خودروهایی است که با هر ترکیبی از اتانول و بنزین حرکت می‌کنند. : ۱۹ 

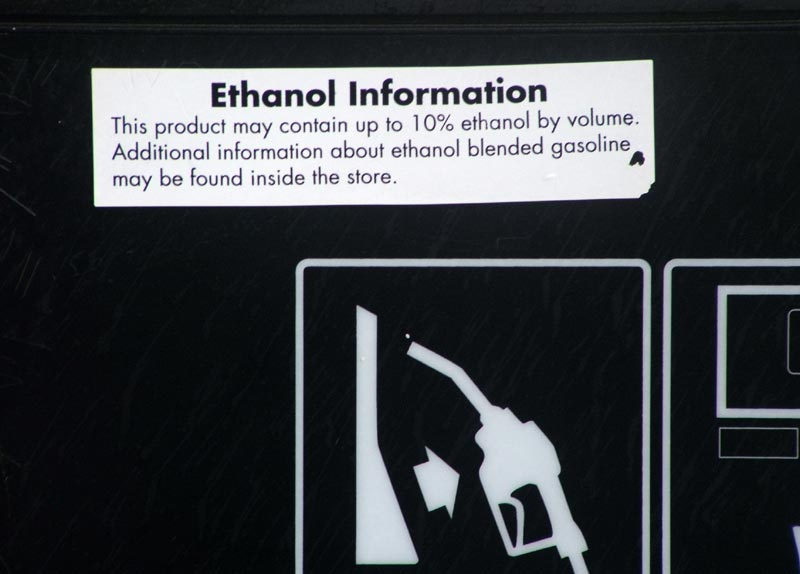
اطلاعات پمپ، کالیفرنیا

در صنعت سوخت اتانول، ایالات متحده با ۱۳۰ کارخانه فعال اتانول در سال ۲۰۰۷ و ظرفیت تولید ۲۶ میلیارد لیتر در سال پیشرو بود که ۶۰ درصد نسبت به سال ۲۰۰۵ افزایش یافته بود. ۸۴ کارخانه دیگر در حال ساخت یا در حال توسعه بودند و این منجر به دو برابر شدن ظرفیت تولید شد. صنعت بیودیزل در طی سال‌های ۲۰۰۶/۲۰۰۷ بسیاری از تأسیسات تولیدی جدید را راه اندازی کرد و برنامه‌های توسعه خود را در چندین کشور دنبال کرد. ظرفیت‌های جدیدی در تولید بیودیزل در سراسر اروپا از جمله در بلژیک، جمهوری چک، فرانسه، آلمان، ایتالیا، لهستان، پرتغال، اسپانیا، سوئد و بریتانیا ایجاد شد. : ۱۹ 
در سال‌های ۲۰۰۶/۲۰۰۷، سرمایه‌گذاری تجاری در سوخت‌های زیستی نسل دوم آغاز شد و بیشتر این سرمایه‌گذاری فراتر از کارخانه‌های در مقیاس آزمایشی بود. اولین کارخانه تجاری اتانول سلولزی در جهان، در سال ۲۰۰۷ در ژاپن با ظرفیت ۱٫۴ میلیون لیتر در سال شروع به کار کرد. اولین کارخانه چوب به اتانول در ایالات متحده در سال ۲۰۰۸ با تولید اولیه ۷۵ میلیون لیتر در سال برنامه‌ریزی شد. : ۱۹ 

## اشتغال
استفاده از انرژی‌های تجدیدپذیر نیروی کار بیشتری نسبت سوخت‌های فسیلی نیاز دارد و بنابراین گذار به سمت انرژی‌های تجدیدپذیر، نویدبخش افزایش اشتغال است. در سال ۲۰۱۹، ۱۱٫۵ میلیون نفر به‌طور مستقیم در صنایع انرژی‌های تجدیدپذیر یا به‌طور غیرمستقیم در صنایع تأمین کننده ان، کار می‌کردند. صنعت برق بادی حدود ۱٫۷ میلیون نفر را استخدام کرده است، بخش فتوولتائیک حدود ۳٫۷ میلیون شغل و صنعت حرارتی خورشیدی حدود ۸۲۰۰۰۰ نفر را تشکیل می‌دهد. بیش از ۳٫۵۸ میلیون شغل در بخش زیست توده و سوخت‌های زیستی وجود دارد.